# 上布列亞區

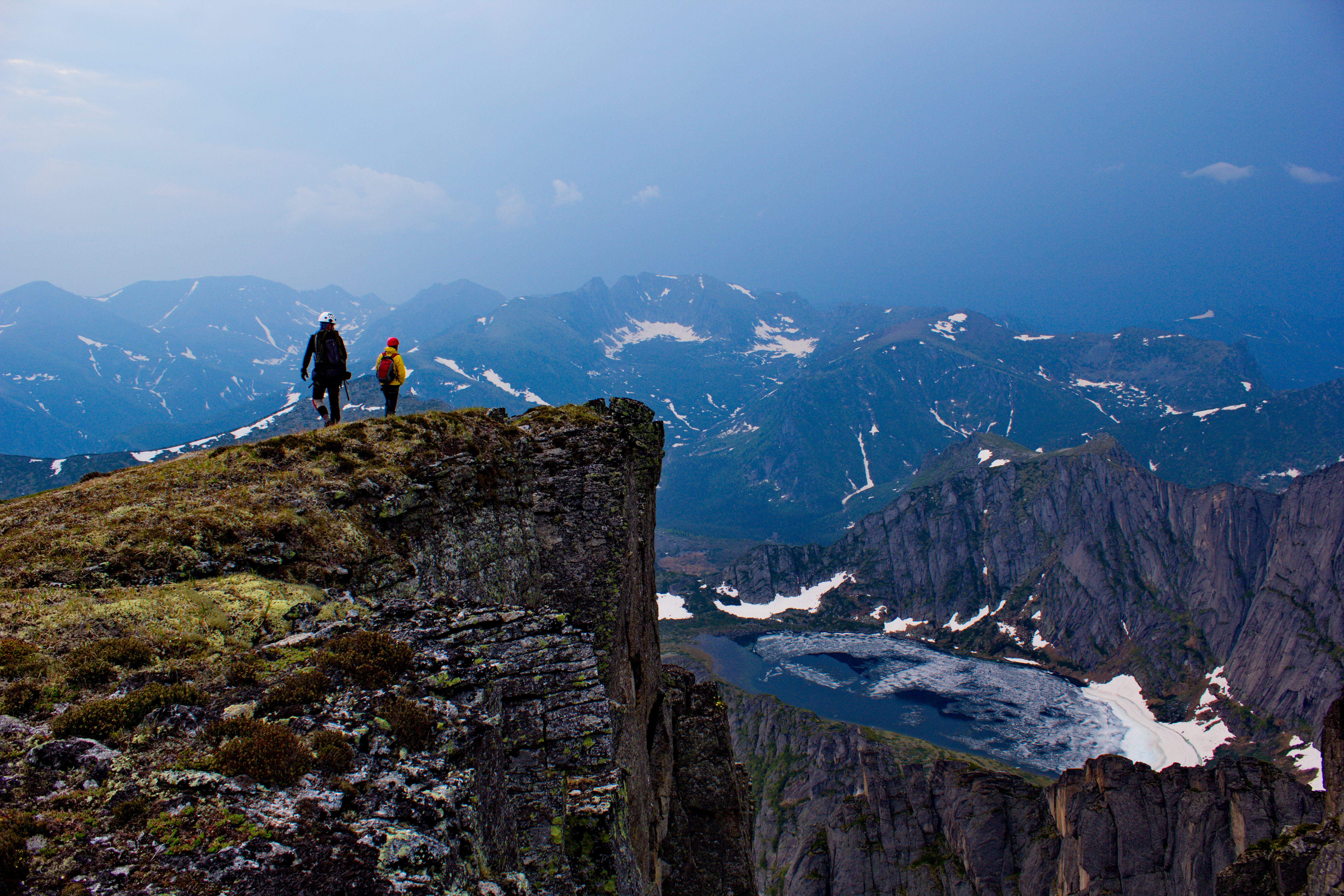

51°10′N 132°50′E / 51.167°N 132.833°E
上布列亞區（俄语：Верхнебуреинский район），是俄羅斯的一個區，位於該國東部，由哈巴羅夫斯克邊疆區負責管轄，面積63,561平方公里，2010年人口27,457，人口密度每平方公里0.43人。